# Henry Desbordes
Pour les articles homonymes, voir Desbordes.
Compléments
Correspondant du Muséum national d'histoire naturelle de Paris (1922). Président de la Société entomologique de France (1917).
Henry Desbordes (1856-1940) est un entomologiste français, il consacra l'essentiel de son travail entomologique aux Histeridae, il fut donc un coléoptériste histéridologue important.
Sa mort fut annoncée à la séance de la Société entomologique de France du 22 mai 1940, comme Victor Auzat, il tira sa révérence à l'aube de la Seconde Guerre mondiale le 2 avril 1940. Il faisait partie de la Société entomologique de France (SEF)  depuis 1882. Il présida la SEF en 1917 puis s'occupa de la trésorerie.

## Biographie
René-Henry Blondet-Desbordes est né à Paris dans le 12e arrondissement le 11 juin 1856. Son père exerce alors la profession d'avocat au 23 de la rue Denfert-Rochereau. À l'époque Henry Desbordes commençait son aventure entomologique avec son ami Maurice Maindron (1857-1911) en chassant le gyrin, le cittobium du lierre et le carabe dans les fossés des fortifications de Montrouge. René-Henry partait aussi à la campagne au bord de la Charente dans une maison familiale. C'était une belle demeure bourgeoise que ses grands parents paternels possédaient à Civray (Vienne).
Il eut une adolescence studieuse qui déboucha sur l'obtention du bac ès-Sciences (1872-1873) puis deux années de préparation en Mathématiques Spéciales et enfin admission aux premiers examens écrits de l'École Polytechnique. Il passe en même temps un premier examen de Droit avec succès. Il a 20 ans.
Le 8 novembre 1876, il s'engage pour un an au 31e régiment de ligne comme sous-officier puis lieutenant au 28e régiment d'infanterie du Mans et termine avec le grade de capitaine d'infanterie territoriale.
Libéré des obligations militaires, il va entrer au ministère des Travaux Publics. Le 6 mai 1878, il est nommé -Expéditionnaire de l'Administration centrale-. Ce début de carrière l'encourage à demander la main de sa cousine Louise qu'il va épouser le 15 avril 1879 à Mouterre-sur-Blourde, arrondissement de Montmorillon (Vienne). Le couple aura un fils, René, en 1880.
Le 30 juin 1882, un coup du destin leur fait perdre leur petit garçon âgé alors de deux ans et cinq mois. Ils n'auront pas d'autres enfants.
La vie continue et René-Henry gravit les échelons de la fonction publique, le 1er août 1893, il est nommé contrôleur des dépenses au ministère des Travaux publics.
C'est au tour de Louise de quitter ce monde le 17 avril 1898 après 19 ans de mariage. Henry Desbordes habite alors avec sa mère au 93 de la rue de Bac à Paris. Le 30 décembre 1898, il est nommé chevalier de la Légion d'honneur.
Le 11 août 1904, il se remarie à Crouy-sur-Ourcq avec Louise Beaufort. Mais le 12 octobre 1907 Henry Desbordes perd sa mère puis de nouveau sa femme quelque temps après.
Son ami Maurice Maindron décède également le 19 juillet 1911, Henry Desbordes rédige alors la notice nécrologique de son ami qui va constituer son baptême entomologique.
Il publiera par la suite 69 notes sur la famille des Histeridae de 1911 à 1930. Il déménagera encore deux fois dans Paris puis se retirera définitivement à Civray dans sa maison familiale.
Il décédera le 2 avril 1940 dans sa quatre-vingt-quatrième année.

## Œuvre
L'œuvre entomologique d'Henry Desbordes est considérable et lui a valu d'être nommé correspondant du Muséum le 16 mars 1922. Dans ses 69 notes, il décrivit 8 genres et 150 espèces d'Histeridae du monde.

## Récompenses et distinctions
- 1887 Il reçoit le grade d' Officier du Nichan Iftikhar.
- 1889 (13 juillet), il est nommé  Officier d'académie.
- 1898 (30 décembre), il est fait  Chevalier de la Légion d'honneur.
- 1922 Henry Desbordes est nommé Correspondant du Muséum national d'histoire naturelle de Paris.

## Quelques taxons décrits
Huit genres sont décrits par Henry Desbordes:
- Adelopygus Desbordes, 1917, 20: 187. Espèce type : Adelopygus decorsei Desb. conservé au MNHNP.
- Apobletodes Desbordes, 1919, 30: 185. Espèce type: Apobletodes burgeoni Desb. conservé au MNHNP.
- Asterister Desbordes, 1920, 36:95. Espèce type : Asterister nilgirianus Desb. conservé au BM et au MNHNP.
- Hetaerister Desbordes, 1920, 37: 156. Espèce type: Hetaerister defectivus Desb. conservé au MNHNP (= Sphyracus Marseul, 1853)
- Parepitoxus Desbordes, 1924, 51: 246. Espèce type: Parepitoxus lacustris Desb. conservé au MNHNP.
- Spathochinus Desbordes, 1925, 60 : 162. Espèce type : Spathochinus termitophilus Desb. conservé au BM et au MNHNP.
- Sternoglyphus Desbordes, (1915-1916), 11: 476. Espèce type: Sternoglyphus decorsei Desb. conservéé au MNHNP.
- Thoraxister Desbordes, 1922, 45: 237. Espèce type: Gnathoncus severini Lewis, 1894.

Sous-genre:
- Neohister Desbordes, 1928, 64: 52. Espèce type: hister (Neohister) Wittei desb. déposé au MRAC. Élevé au niveau générique par S. Mazur (1984).

Les espèces décrites s'élèvent à 150 et une variété. La liste exhaustive est donnée dans Yves Gomy, 1998.
- MNHNP Museum national d'Histoire naturelle de Paris. France.
- BM British Museum Londres. Grande-Bretagne
- MRAC Musée Royal d'Afrique Centrale (Tervuren) Belgique.